# Foundational Questions Institute
Il Foundational Questions Institute, abbreviato in FQXi, è un'organizzazione non profit operante nel campo della fisica, che si prefigge lo scopo di sostenere e finanziare la ricerca di base nel campo dei fondamenti della fisica e della cosmologia, con particolare riguardo a "ricercatori visionari e pionieristici" che si muovono in ambiti di frontiera trascurati o poco finanziati dagli ordinari flussi di sovvenzioni.
Fondato da Max Tegmark nel 2005, ha avviato i suoi programmi di attività nel 2006. La direzione scientifica è affidata a Max Tegmark, fisico teorico del Massachusetts Institute of Technology.

## Natura giuridica e finanziamento
L'FQXi è stato annunciato nel mese di ottobre 2005 durante un simposio gratulatorio per il 90º compleanno di Charles Townes, organizzato all'Università della California - Berkeley dalla Fondazione John Templeton.
L'FQXi è un'organizzazione indipendente e non governativa che non persegue fini di lucro. Dal punto di vista finanziario, si sostiene attraverso donazioni filantropiche. L'attività istituzionale è gestita da scienziati ed è rivolta agli scienziati operanti nel campo della ricerca.
La dotazione finanziaria iniziale è stata costituita grazie a una donazione della John Templeton Foundation.

## Attività

### Missione e scopi statutari
La sua missione statutaria consiste nel fornire sovvenzioni economiche per "catalizzare, sostenere, e promuovere la ricerca sui problemi riguardanti i fondamentali della fisica e della cosmologia". È stata fondata dal cosmologo Max Tegmark, che ne ha assunto all'inizio la carica di direttore scientifico.
Gli scopi che si prefigge sono:
- Espandere gli ambiti di indagine scientifica per includervi discipline scientifiche che sono fondamentali per una profonda comprensione della realtà, ma che, allo stato attuale, sono in gran parte non sostenute dalle fonti convenzionali di sovvenzionamento.
- Ristabilire l'accumulazione nella programmazione della ricerca costituendo, o ampliando, nuove "isole" di interpretazione attraverso il finanziamento flessibile di ricerca ad alto rendimento e ad alto rischio in tali aree.
- Costruire e mantenere proficue collaborazioni tra ricercatori impegnati su questioni fondamentali nella fisica, nella cosmologia, e in ambiti correlati.
- Offrire al pubblico una comprensione più profonda delle scoperte attuali e future in queste aree e delle potenziali implicazioni nella nostra visione del mondo.
- Creare un Istituto autosufficiente e indipendente dal unto di vista logistico, intellettuale, e finanziario, in grado di adempiere agli scopi prefissati durante e dopo il primo programma quadriennale lanciato nel 2006, in modo da sperimentare un nuovo e pionieristico modello di ricerca scientifica sostenuta dall'iniziativa filantropia.

### Iniziative e programmi
Ha bandito, negli anni, concorsi per erogare sovvenzioni alla ricerca (nel 2006, 2008, 2010, e 2013), il primo dei quali ha distribuito 2 milioni di dollari statunitensi che sono andati a finanziare 30 progetti di studio.
Agendo su un diverso fronte, ha anche indetto dei premi letterari destinati a opere di saggistica, con 40.000 dollari erogati da una giuria di valutatori esperti, a conclusione di una procedura aperta ai contributi di discussione di un pubblico non specialistico . L'iniziativa è svolta in partnership con la Peter and Patricia Gruber Foundation, la Fondazione Templeton, la rivista di divulgazione scientificaScientific American, e l'informatico e filantropo Jaan Tallinn,.

### Comitato scientifico
La guida scientifica dell'istituto è ricoperta alla fondazione a un direttorio formato da Max Tegmark e dal direttore associato Anthony Aguirre. Il direttorio è affiancato da un comitato scientifico consultivo, organismo di cui fanno parte, tra gli altri, John Barrow, Nick Bostrom, Gregory Chaitin, David Chalmers, Alan Guth, Martin Rees, Lee Smolin, Frank Wilczek, Heinz-Dieter Zeh.